# فرودگاه بین‌المللی اوفا
فرودگاه بین‌المللی اوفا (به انگلیسی: Ufa International Airport) یک فرودگاه همگانی با کد یاتا UFA است که یک باند فرود چمن دارد و طول باند آن ۶۷۵ متر است. این فرودگاه در شهر اوفا کشور روسیه قرار دارد و در ارتفاع ۱۳۷ متری از سطح دریا واقع شده‌است.

## شرکت‌های هواپیمایی و مقصدهای پروازی
| شرکت‌های هواپیمایی                 | مقصدهای پروازی                                                                                   | Terminal |
| --------------------------------- | ------------------------------------------------------------------------------------------------ | -------- |
| آئروفلوت                          | شرمتیوو                                                                                          | 1        |
| Aeroflot اجرا توسط روسیه ایرلاینز | پالکوو فصلی: سیمفروپول                                                                           | 1        |
| آنگارا ایرلاینز                   | بین‌المللی، تولمچوا                                                                               | 1        |
| Azur Air                          | چارتر فصلی: آنتالیا، کام رانح، دابولیم، پوکت                                                     | 2        |
| چک ایرلاینز                       | پراگ رازیون                                                                                      | 2        |
| Dexter Air Taxi                   | چبوکساری، کیروف پوبدیلوف, اولیانووسک باراتایوکا                                                  | 1        |
| الین‌ایر                           | فصلی: سالونیک                                                                                    |          |
| فلای‌دبی                           | دوبی (برقراری مجدد از ۳۱ اکتبر ۲۰۱۷)                                                             | 2        |
| آی-فلای                           | چارتر فصلی: آنتالیا                                                                              | 2        |
| Ikar                              | چارتر فصلی: آنتالیا، سووارنابومی، کام رانح، دیربا–زارزیس، النفیضه حمامات، هراکلین، لارناکا، پوکت | 2        |
| KrasAvia                          | گورنو-آلتایسک، کوگالیم، ناریان-مار، نویابرسک، تسنترالنی، اوسینسک                                 | 1        |
| نورداستار                         | حیدر علی‌اف، الیکل                                                                                | 1, 2     |
| نوردویند ایرلاینز                 | شرمتیوو چارتر فصلی: آنتالیا، النفیضه حمامات                                                      | 1, 2     |
| Orenburzhye                       | ایژفسک، اورنبورگ تسنترالنی، بولشویه ساوینو، کورومچ                                               | 1        |
| رد وینگز ایرلاینز                 | دوموده‌دوو چارتر فصلی: آنتالیا                                                                    | 2        |
| رویال فلایت                       | چارتر فصلی: آنتالیا، النفیضه حمامات، دابولیم                                                     | 2        |
| RusLine                           | کولتسوو                                                                                          | 1        |
| اس۷ ایرلاینز                      | دوموده‌دوو                                                                                        | 2        |
| ساراتوف ایرلاینز                  | فصلی: گلن دژیک، سوچی                                                                             | 1, 2     |
| ترکیش ایرلاینز                    | آتاترک                                                                                           | 2        |
| اورال ایرلاینز                    | دوبی، دوشنبه، خجند، دوموده‌دوو، نیژنوارتوفسک، نویابرسک، سورگوت چارتر فصلی: آنتالیا                | 2        |
| یوتی‌ایر اوییشن                    | قازان، کوگالیم، ونوکووا، نووی اورنگوی، کورومچ, سورگوت، رسچینو, کولتسوو                           | 1        |
| UVT Aero                          | قازان فصلی: سیمفروپول، سوچی                                                                      | 1        |
| ازبکستان ایرویز                   | تاشکند                                                                                           | 2        |
| یامال ایرلاینز                    | نادیم، نیژنوارتوفسک، تولمچوا، نویابرسک، سورگوت فصلی: کالوگا گرابتسف، خانتی-مانسییسک، سیمفروپول   | 1        |